# Сумата

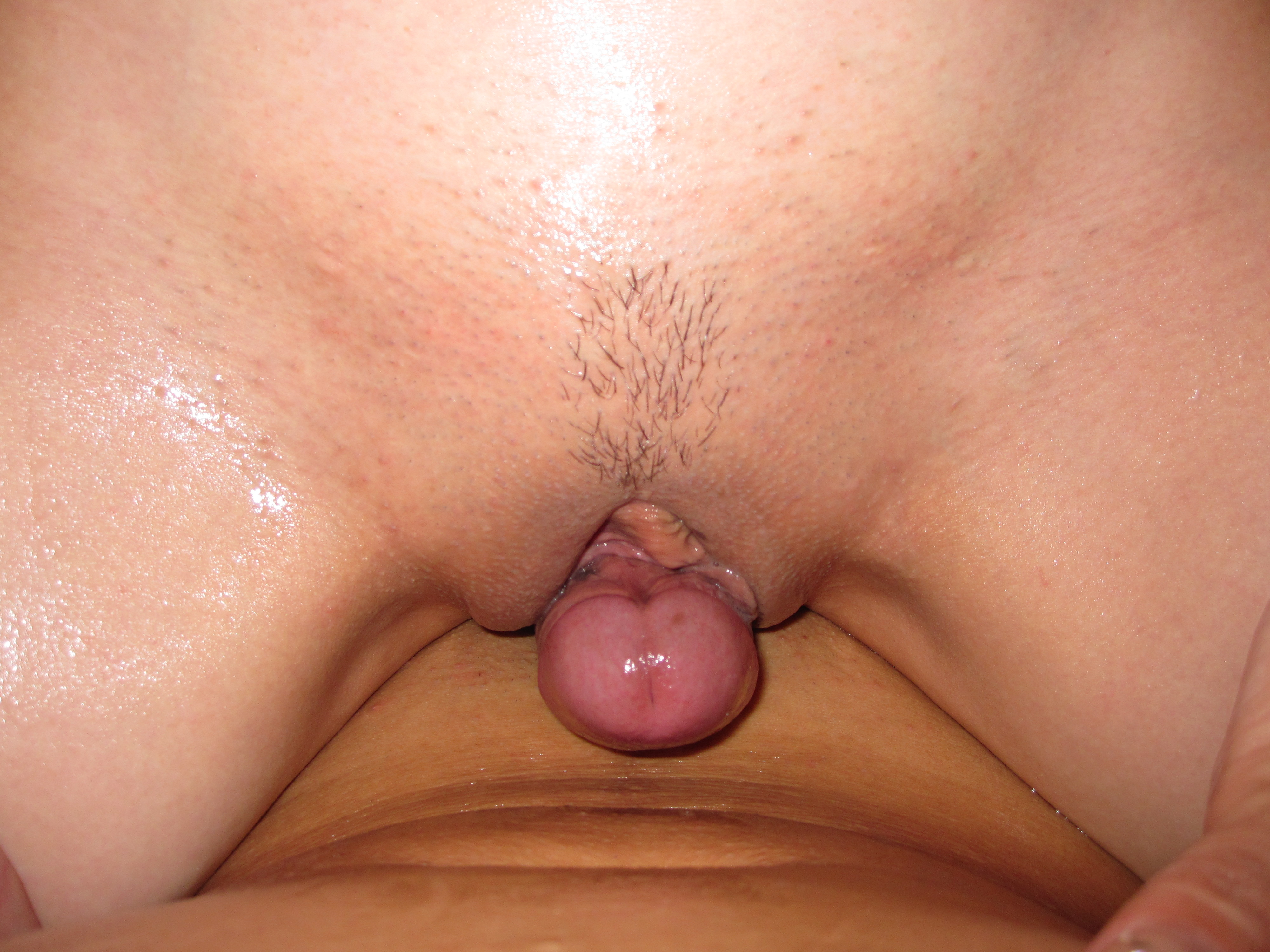
Сумата

Сума́та (англ. Sumata, яп. 素 股, дос. «гола промежина») — японський термін для сексу без проникнення, який є популярним в японських борделях. 
Сумата є однією з форм фротерінгу, який виконує жінка для чоловіка. Працівниця секс-бізнесу тре пеніс клієнта своїми руками, стегнами, і статевими губами. Мета полягає в тому, щоб стимулювати сім'явиверження без вагінального проникнення. Цей вид активності обходить закон проти проституції (англ. Anti-Prostitution Law, яп. 売春防止法) 1956 року, який забороняє сексуальні стосунки за гроші.